# Kriegerdenkmal Börgitz

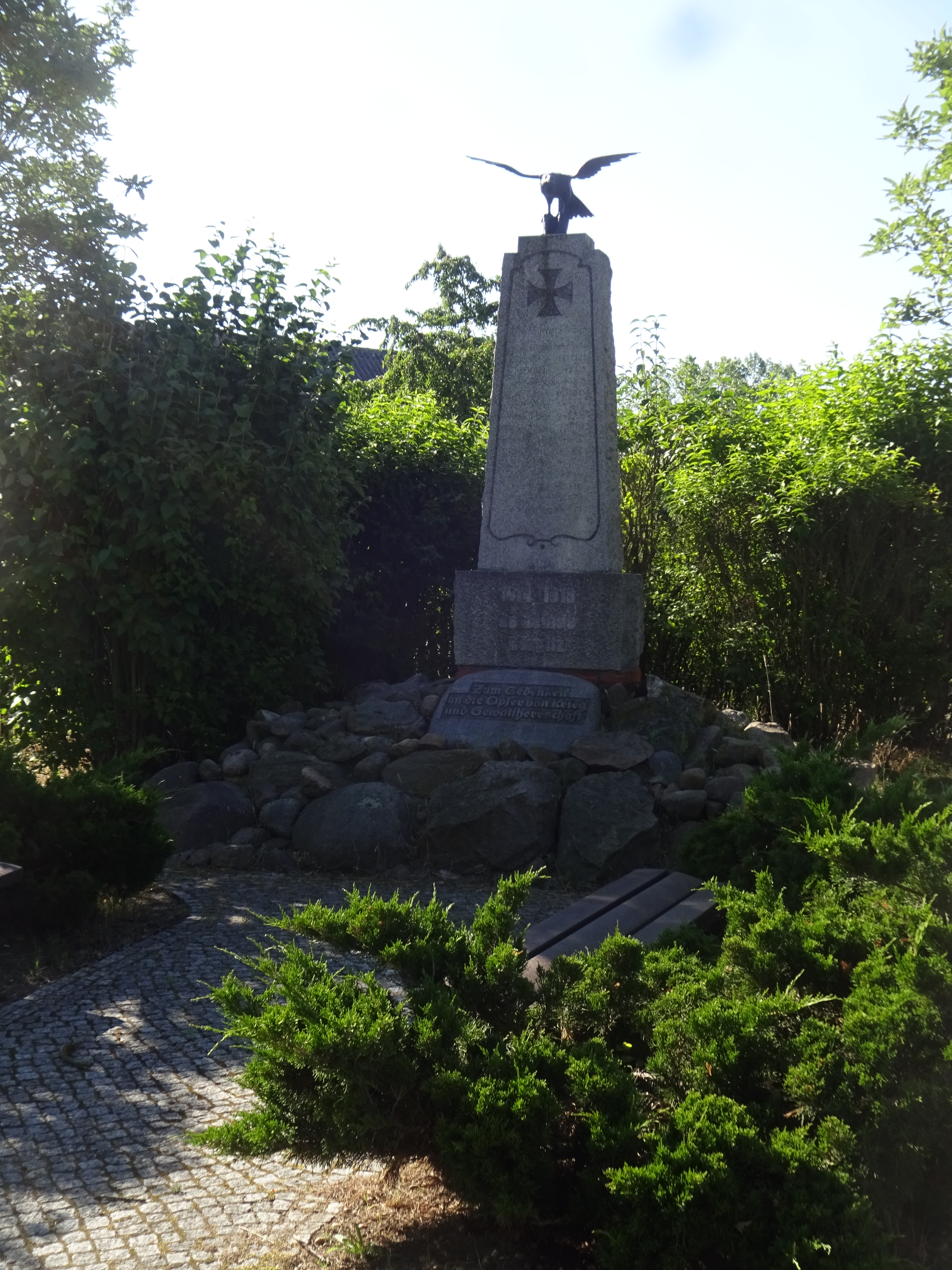
Kriegerdenkmal Börgitz

Das Kriegerdenkmal Börgitz ist ein denkmalgeschütztes Kriegerdenkmal in der Ortschaft Börgitz im Ortsteil Uchtspringe der Stadt Stendal in Sachsen-Anhalt. Im örtlichen Denkmalverzeichnis ist das Kriegerdenkmal unter der Erfassungsnummer 094 76414 als Baudenkmal verzeichnet.

## Allgemeines
Das Kriegerdenkmal in Börgitz befindet sich an der Kreuzung Börgitzer Dorfstraße und Hillerslebener Straße auf einem Hügel aus Feldsteinen. Es handelt sich dabei um eine Stele für die Gefallenen des Ersten Weltkriegs mit einem Eisernen Kreuz als Verzierung und gekrönt von einem Adler mit ausgebreiteten Schwingen. Nachträglich wurde in den Feldsteinhügel ein Gedenkstein niedergelegt.